# Skala 0
Skala 0 eller spor 0 (udtales: nul), i England og Nordamerika også kendt som 7 mm scale, er modeltog i størrelsesforholdet 1:45/1:43,5/1:48 og med sporvidden 32 mm som standard.

## Historie
Skala 0 blev indført i begyndelsen af det 20. århundrede, hvor den afløste spor 1 (1:32) som den mest benyttede størrelse for modeltog, fordi den krævede mindre plads, og modellerne var billigere som følge af bl.a. industriel masseproduktion. Skala 0 blev derved den anden dominerende størrelse i modeljernbanehistorien, indtil den i 1950'erne og 1960'erne blev overhalet af den nu dominerende skala H0 (1:87).
I nutidens Europa findes skala 0 overvejende hos modeljernbanefolk der bygger selv, udstillet på museer og hos især ældre modeljernbaneklubber. I nyere tid har skalaen derudover atter fundet en vis udbredelse blandt tilhængere af historiske modeller, især de såkaldte bliktog. Der fremstilles også stadig modeller og tilbehør, det være sig replika eller nykonstruktioner.
Også i USA og Canada er skala 0 udbredt.

## Størrelsesforhold
I det meste af Europa regnes skala 0 normalt for at være i størrelsesforholdet 1:45. Af historiske årsager benytter enkelte lande, f.eks. Frankrig og England, dog 1:43,5. I Nordamerika benyttes normalt 1:48. Men selvom om der ikke umiddelbart synes at være den store forskel, så kan moddeller i 1:43,5 godt virke kraftigere end 1:45 ved direkte sammenligning, mens modeller af selv store forbilleder i 1:48 modsat kan virke næsten sirlige.
På tilbehørssiden har modelbiler i størrelsesforholdet 1:43 og til dels 1:50 en del betydning. Her falder forskellene i størrelse ikke så meget i øjnene.

## Betegnelser
Da de første størrelser for modeltog blev fastsat, gik man fra 1 som det dengang mindste og op til 5 som det største (3, 4 og 5 er i dag yderste sjældne). Da en ny mindre skala kom til fik den så tallet umiddelbart før 1, 0. I Nordamerika og til dels England benyttes dog også ofte bogstavet O. En anden udbredt betegnelse er 7 mm gauge, idet en fod svarer til præcis 7 mm i størrelsesforholdet 1:43,5.
Når det gælder smalspor, er betegnelserne faste på det europæiske kontinent, men i England hersker der uenighed. I denne artikel benyttes 0 for skalaen, minustegn og til slut sporvidden i mm. F.eks. står 0-16,5 for skala 0 med 16,5 mm sporvidde. Dette svarer i øvrigt til skala 0e på kontinentet og 0n30 i Nordamerika.

## Sporvidder

### Europæiske kontinent
På det europæiske kontinent har organisationen MOROP medtaget følgende sporvidder i deres NEM-normer for størrelsesforholdene 1:45 og 1:43,5:
| Skala   | Betegnelse   | Sporvidde i model | Sporvidde i virkeligheden | Omfatter sporvidderne    |
| ------- | ------------ | ----------------- | ------------------------- | ------------------------ |
| 0       | Normalspor   | 32 mm             | 1435 mm                   | fra 1250 mm til 1700 mm  |
| 0m      | Meterspor    | 22,5 mm           | 1000 mm                   | fra 850 mm til < 1250 mm |
| 0e      | Smalspor     | 16,5 mm           | 0750 mm, 760 mm og 800 mm | fra 650 mm til < 850 mm  |
| 0i (0f) | Smalspor     | 12 mm             | 0500 mm og 600 mm         | fra 400 mm til < 650 mm  |
| 0p      | Parkjernbane | 9 mm              | 0381 mm                   | fra 300 mm til < 400 mm  |

### Storbritannien
I Storbritannien er normer for følgende sporvidder for størrelsesforholdet 1:43,5 blevet fastsat i British Railway Modeling Standards Bureau (BRMSB) med den britiske brug af måleenhederne fod og tommer:
| Skala  | Betegnelse | Sporvidde i model | Sporvidde i virkeligheden        |
| ------ | ---------- | ----------------- | -------------------------------- |
| 0      | Normalspor | 32 mm             | 1435 mm (4 fod 8½ tomme)         |
| 0-22,5 | Kapspor    | 22,5 mm           | 1067 mm (3½ fod)                 |
| 0-18   | Smalspor   | 18 mm             | 0762 mm (2½ fod)                 |
| 0-16,5 | Smalspor   | 16,5 mm           | 0686 mm og 711 mm (2¼ og 2⅓ fod) |
| 0-14   | Smalspor   | 14 mm             | 0610 mm (2 fod)                  |

### Nordamerika
I Nordamerika har National Model Railroad Association (NMRA) fastsat normer for følgende sporvidder for størrelsesforholdet 1:48 med brug af måleenhederne fod og tommer:
| Skala       | Betegnelse | Sporvidde i model | Sporvidde i virkeligheden   |
| ----------- | ---------- | ----------------- | --------------------------- |
| 0           | Normalspor | 32 mm             | 1435 mm (4 fod 8½ tomme)    |
| 0n3         | Smalspor   | 19,1 mm           | 0914 mm (3 fod)             |
| 0n30 (0n2½) | Smalspor   | 16,5 mm           | 0762 mm (2½ hhv. 30 tommer) |
| 0n2         | Smalspor   | 12,7 mm           | 0610 mm (2 fod)             |

## Sporsystemer
Ligesom ved skala H0 findes der grundlæggende tre forskellige typer sporsystemer for elektrisk drift: toskinne, treskinne og midterleder. Ved toskinne kommer strømmen gennem den ene skinne og ledes retur af den anden, ved treskinne kommer strømmen fra en tredje skinner midt i eller ved siden af sporet og ledes retur gennem de to normale skinner, og ved midterleder kommer strømmen gennem en række punktkontakter midt i sporet og ledes retur gennem skinnerne. Ligesom ved skala H0 bruges i dag overvejende toskinne eller midterleder med enten jævnstrøm og vekselstrøm og med stigende grad af digitalisering. Treskinne forekommer dog også stadig og produceres i Nordamerika af Lionel, der har en vis markedsandel der.
Det er muligt at køre med tog til forskellige systemer på samme spor, idet der typisk bruges treskinne eller midterleder, der kan omstilles til toskinne. En anden mulighed at omgå strømsystemer på er kørsel med rigtig damp eller urværksmotorer, hvor der også kan benyttes spor, der ikke er elektrisk adskilte, eller der kan benyttes spor af kunststof.

## Producenter
Før anden verdenskrig blev skala 0 ikke mindst produceret af tyske firmaer som Märklin, Bing, Kraus Fandor og Karl Bub. Efter krigen kom Konrad Dressler til i 1946 med enkle modeller, og i 1949 fulgte Fleischmann, der som en væsentlig nyskabelse gik bort fra midterledersystemet, og som i modsætning til Märklin tilbød væsentligt færre lokomotiver med urværksdrift. I Schweiz hørte Buco og HAG til de kendte producenter. I DDR lavede Metallwarenfabrik Stadtilm og Zeuke & Wegwerth modeller og tilbehør.
Da kvaliteten og detaljeringen i skala H0 blev stadig bedre, og pladsbehovet var mærkbart mindre end for skala 0, faldt sidstnævntes markedsandel med den følge, at Märklin opgav skala 0 i 1955, mens Fleischmann fulgte efter i 1959.
Senere tilbød Lima, Rivarossi og Pola sammen et fuldstændigt sortiment af materiel, spor og tilbehør. Formerne fra Pola blev senere genbrugt af andre producenter og benyttes til dels stadigvæk. Fra slutningen af 1960'erne til begyndelsen af 1990'erne kunne modellerne måle sig med modeller fra Lima og Jouef til skala H0 hvad angår detaljering, mens masseproduktion betød at de var forholdsvis billige sammenlignet med modeller fra småserieproducenter.
Smalsporsmodeller til skala 0e blev fremstillet industrielt allerede i midten af 1930'erne. Først var det Billerbahn, der lavede passende modeller, fra 1970 til 1972 var Märklin aktiv under navnet Märklin-Minex, og senere fulgte Fleischmann med Fleischmann Magic-Train. Billerbahn tilbød et særligt sporsystem til smalspor, mens Märklin og Fleischmann benyttede deres almindelige spor til skala H0, idet sporvidden på 16,5 mm er den samme.
En overgang i 1980'erne og 1990'erne var skala 0m også populær i alperegionerne, idet firmaet UTZ tilbød et fuldstændigt progran med alpebaner til gunstige priser. Efter salg og forlægning af produktionen faldt markedsandelen dog atter mærkbart.
I nutiden tilbyder talrige producenter materiel, spor og tilbehør til skala 0. Mens Fleischmann har opgivet deres Fleischmann Magic-Train til skala 0e, så har produkter fra Peco til skala 0-16,5 og fra Bachmann til skala 0n30 fundet større udbredelse. I 2001'erne er Brawa og Lenz desuden kommet ind på markedet som storserieproducenter. Også danske Heljan har et mindre program med modeller efter engelske forbilleder.